# نورة لين
نورة لين (بالإنجليزية: Nora Lane)‏ هي ممثلة أمريكية، ولدت في 12 سبتمبر 1905 بتشيستر في الولايات المتحدة، وتوفيت في 16 أكتوبر 1948 بغلينديل في الولايات المتحدة.

## وصلات خارجية
- نورة لين على موقع IMDb (الإنجليزية)
- نورة لين على موقع ألو سيني (الفرنسية)
- نورة لين على موقع أول موفي (الإنجليزية)
- نورة لين على موقع قاعدة بيانات الأفلام السويدية (السويدية)
- نورة لين على موقع قاعدة بيانات الفيلم (الإنجليزية)
- نورة لين على موقع كينوبويسك (الروسية)